# Top 40-lijst van week 8, 1965
Deze hits stonden in 1965 in week 8 in de Nederlandse Top 40.

## Top 40 week 8, 1965
| Rang | Land                     | Artiest                                                                           | Titel                                  | Rang vorige week | Aantal weken in de Top 40 | Hoogste positie | Aantal punten |
| ---- | ------------------------ | --------------------------------------------------------------------------------- | -------------------------------------- | ---------------- | ------------------------- | --------------- | ------------- |
| 1    | Nederland Zweden Finland | Dutch Swing College Band / Gudrun Jankis / Stig Rauno / Jan Rodhe & The Wild Ones | Let kiss / Letkis / Letkis jenka       | 3                | 6                         | 1               | 154           |
| 2    | Canada                   | Lucille Starr                                                                     | The French Song                        | 1                | 8                         | 1               | 314           |
| 3    | Verenigde Staten         | Chubby Checker                                                                    | Lovely, Lovely (Loverly, Loverly)      | 2                | 6                         | 2               | 199           |
| 4    | Verenigd Koninkrijk      | The Beatles                                                                       | I Feel Fine                            | 4                | 8                         | 1               | 313           |
| 5    | Italië                   | Adamo                                                                             | Les Filles Du Bord De Mer              | 6                | 6                         | 5               | 165           |
| 6    | Verenigd Koninkrijk      | Petula Clark                                                                      | Downtown                               | 5                | 8                         | 3               | 263           |
| 7    | Nederland                | Gert Timmerman                                                                    | De Schommelstoel                       | 8                | 4                         | 7               | 100           |
| 8    | Verenigd Koninkrijk      | Cliff Richard                                                                     | I Could Easily Fall (In Love With You) | 7                | 8                         | 4               | 273           |
| 9    | Canada                   | Lucille Starr                                                                     | Crazy Arms/Colinda                     | 14               | 6                         | 9               | 125           |
| 10   | Verenigd Koninkrijk      | The Beatles                                                                       | Eight Days a Week / Baby's in Black    | -                | 1                         | 10              | 31            |
| 11   | Nederland                | Wim Sonneveld                                                                     | Frater Venantius                       | 12               | 6                         | 11              | 139           |
| 12   | Verenigd Koninkrijk      | The Rolling Stones                                                                | Little Red Rooster                     | 9                | 8                         | 4               | 259           |
| 13   | Verenigde Staten         | Trini Lopez                                                                       | Adalita                                | 13               | 8                         | 9               | 190           |
| 14   | Verenigd Koninkrijk      | Julie Rogers                                                                      | The Wedding                            | 11               | 8                         | 9               | 242           |
| 15   | Italië                   | Adamo                                                                             | Dolce Paola                            | 10               | 8                         | 4               | 255           |
| 16   | Verenigd Koninkrijk      | Sounds Orchestral                                                                 | Cast your fate to the wind             | 17               | 3                         | 16              | 58            |
| 17   | Duitsland                | Geschwister Jacob                                                                 | Träume der Liebe                       | 30               | 3                         | 17              | 52            |
| 18   | Duitsland                | Ronny                                                                             | Kenn Ein Land/Kleine Annabell          | 20               | 8                         | 18              | 152           |
| 19   | Italië / België          | Rocco Granata                                                                     | Noordzeestrand                         | 18               | 7                         | 18              | 141           |
| 20   | Nederland                | Helma & Selma                                                                     | Bergen van Tirol                       | 27               | 4                         | 20              | 57            |
| 21   | Nederland                | Willeke Alberti                                                                   | Mijn Dagboek                           | 15               | 8                         | 4               | 244           |
| 22   | Nederland                | Ronnie Tober                                                                      | Iedere avond                           | 33               | 2                         | 22              | 27            |
| 23   | Griekenland              | Trio Hellenique                                                                   | Ni Nanai                               | 21               | 7                         | 17              | 131           |
| 24   | Verenigde Staten         | The Supremes                                                                      | Baby Love                              | 23               | 8                         | 8               | 210           |
| 25   | Verenigde Staten         | Jay and the Americans                                                             | Come A Little Bit Closer               | 16               | 8                         | 13              | 181           |
| 26   | Verenigde Staten         | The Righteous Brothers                                                            | You've Lost That Lovin' Feelin'        | -                | 1                         | 26              | 15            |
| 27   | Verenigd Koninkrijk      | Georgie Fame and the Blue Flames                                                  | Yeh Yeh                                | 24               | 5                         | 24              | 63            |
| 28   | Verenigd Koninkrijk      | The Searchers                                                                     | What Have They Done to the Rain        | 26               | 5                         | 26              | 39            |
| 29   | Nederland                | Gert en Hermien Timmerman                                                         | In Der Mondhellen Nacht                | 32               | 8                         | 7               | 168           |
| 30   | Verenigde Staten         | Trini Lopez                                                                       | Lemon Tree                             | 34               | 3                         | 30              | 19            |
| 31   | Verenigd Koninkrijk      | The Rolling Stones                                                                | Tell Me                                | 22               | 8                         | 11              | 179           |
| 32   | België Italië Oostenrijk | Bambis / Rocco Granata / Peppino di Capri                                         | Melancholie                            | 31               | 2                         | 31              | 19            |
| 33   | Verenigde Staten         | Roy Orbison                                                                       | Pretty Woman                           | 19               | 8                         | 3               | 229           |
| 34   | Nederland                | Imca Marina                                                                       | Harlekino                              | 35               | 8                         | 5               | 188           |
| 35   | Nederland                | Rein de Vries                                                                     | Patsy                                  | -                | 1                         | 35              | 6             |
| 36   | Verenigde Staten         | Del Shannon                                                                       | Keep Searchin' (We'll Follow the Sun)  | -                | 1                         | 36              | 5             |
| 37   | Verenigd Koninkrijk      | The Scorpions                                                                     | Hello Josephine                        | -                | 1                         | 37              | 4             |
| 38   | Nederland                | Johnny Kendall & the Heralds                                                      | See See Rider                          | -                | 1                         | 38              | 3             |
| 39   | Duitsland                | Drafi Deutscher                                                                   | Cinderella baby                        | 36               | 2                         | 36              | 7             |
| 40   | Verenigde Staten         | The Drifters                                                                      | Saturday Night at the Movies           | 29               | 7                         | 24              | 64            |

## Nummers die vorige week wel in de lijst stonden, maar deze week niet meer
Deze week zijn er 6 nummers uit de lijst gegaan.
| Aantal weken volgehouden | Aantal punten | Hoogste positie | Rang vorige week | Land                | Artiest            | Titel                        |
| ------------------------ | ------------- | --------------- | ---------------- | ------------------- | ------------------ | ---------------------------- |
| 8                        | 147           | 10              | 25               | Verenigd Koninkrijk | The Rolling Stones | Time Is On My Side           |
| 7                        | 113           | 17              | 28               | Verenigd Koninkrijk | The Kinks          | All Day And All Of The Night |
| 7                        | 88            | 17              | 37               | Verenigde Staten    | The Supremes       | Come See About Me            |
| 1                        | 3             | 38              | 38               | Duitsland           | Bernd Spier        | Das war mein schönster Tanz  |
| 1                        | 2             | 39              | 39               | Zweden              | Siw Malmkvist      | Küsse nie nach Mitternacht   |
| 1                        | 1             | 40              | 40               | Nederland           | Johnny & Mary      | De voddenraper van Parijs    |